# 喜劇王
『喜劇王』（原題：喜劇之王）は、1999年公開の香港の映画。チャウ・シンチー（周星馳）監督作品。日本では2000年に公開された。

## 概要
チャウ・シンチー監督・主演による恋愛コメディ作品。
1999年の香港映画の興行成績1位となった。

## キャスト
| 役名           | 俳優               | 日本語吹替                                                                                |
| -------------- | ------------------ | ----------------------------------------------------------------------------------------- |
| ワン           | チャウ・シンチー   | 檀臣幸                                                                                    |
| キュンイー     | カレン・モク       | 日野由利加                                                                                |
| ピウピウ       | セシリア・チャン   | 魏涼子                                                                                    |
| スパイ         | ン・マンタ         | 石井康嗣                                                                                  |
| エキストラ俳優 | ジャッキー・チェン | 石丸博也                                                                                  |
| その他         | -                  | 青山穣 塚本廣子 加藤沙織 那須文恵 中國卓郎 高木渉 石川ひろあき 竹若琢磨 川村拓央 浅井晴美 |

## スタッフ
- 監督：チャウ・シンチー、リー・リクチー
- 製作：イエン・クォークファイ
- 脚本：チャウ・シンチー、エリカ・リー、ツァン・カンチョン、フォン・ミンハン
- 音楽：日向大介、レイモンド・ウォン、ジョナサン・プラット
- 撮影：ウォン・ウィンハン
- 編集：カイ・キットワー、ヤウ・チーワイ
- 製作会社：星輝海外有限公司

日本語版
- 演出・台本：多部博之
- 調整：VOX
- 制作：コスモプロモーション